# Würenlos

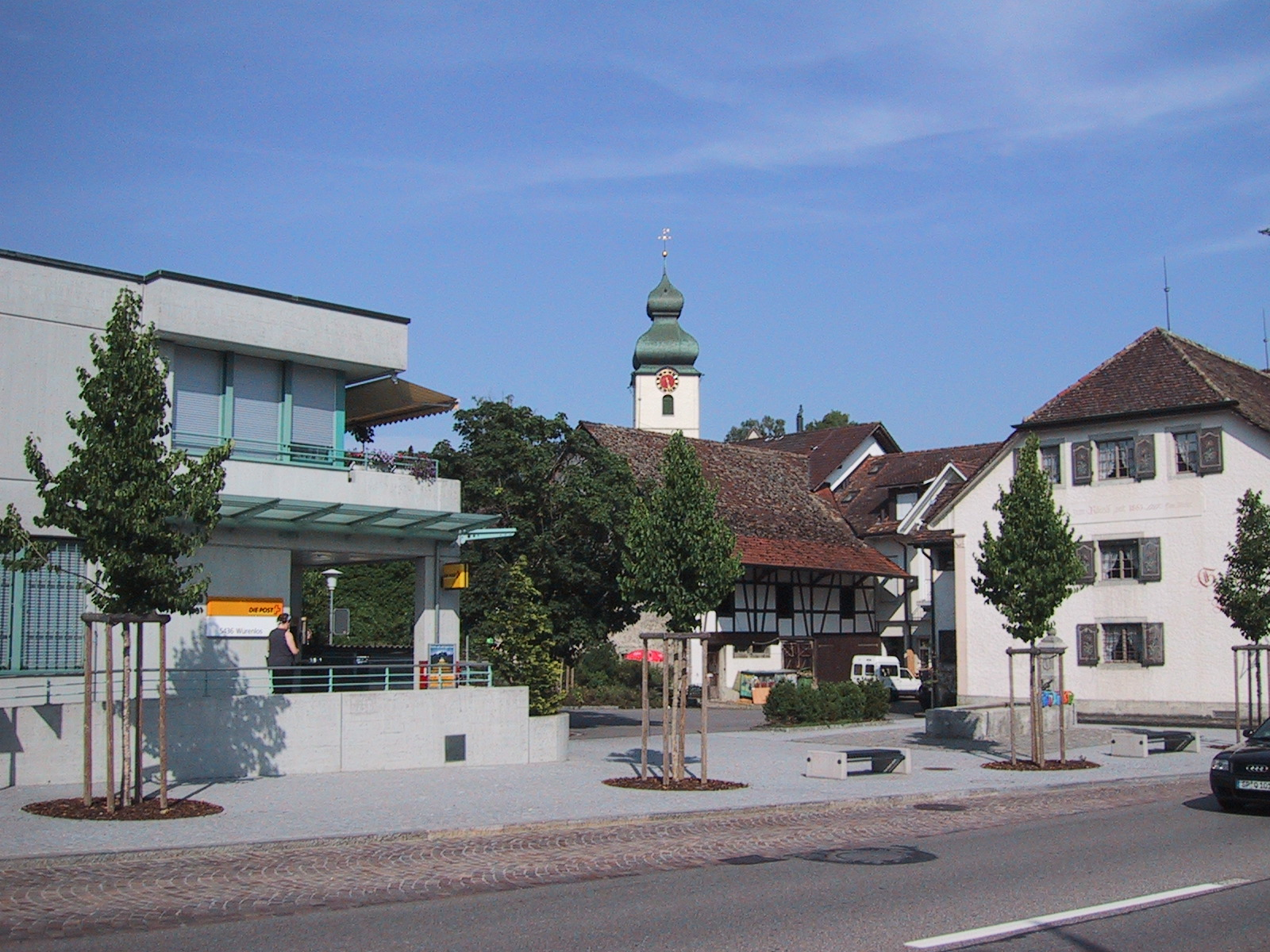
Dorpscentrum

Würenlos is een gemeente en plaats in het Zwitserse kanton Aargau en maakt deel uit van het district Baden.
Würenlos telt 5.977 inwoners.

## Geboren
- Urs Meier (1959), Zwitsers voetbalscheidsrechter